# Teuvo Aura
Teuvo Ensio Aura, född 28 december 1912 i Ruskeala, död 11 januari 1999 i Helsingfors, var Finlands statsminister (opolitisk) i två omgångar, 1970 och 1971–1972, samt stadsdirektör (överborgmästare) för Helsingfors 1968–1979.